# ناتگروو
ناتگروو (به انگلیسی: Notgrove) یک روستا و محله مدنی در بریتانیا است که در Cotswold واقع شده‌است. ناتگروو ۱۸۴ نفر جمعیت دارد.